# Carré Saint-Laurent
Pour les articles homonymes, voir Saint-Laurent.
Le Carré Saint-Laurent est un bâtiment à usage mixte de la Société de développement Angus (SDA) à Montréal. Son aménagement sur le bas boulevard Saint-Laurent constitue un élément clé dans l'intégration de ce qui était autrefois le quartier du Red Light de Montréal au Quartier des spectacles de Montréal. 
Conçu par Provencher Roy (en) et inauguré en 2019, sa construction entraîne l'expropriation et la démolition de la plupart des immeubles du côté ouest du boulevard, entre le Monument-National et la rue Sainte-Catherine. La SDA doit démolir plusieurs bâtiments historiques pour des raisons de sécurité, avec des matériaux incorporés dans la façade au niveau de la rue du nouvel édifice,. 
Le casse-croûte Montreal Pool Room est donc obligé de déménager de l’autre côté de la rue,,
Une exception notable à ces expropriations est le strip club Café Cléopâtre qui mène une longue bataille juridique pour rester, recevant l'appui argumenté d'Héritage Montréal. Le promoteur qui avait entreprit de demander à la Ville une expropriation finit par retirer sa demande et accepte la proposition de la firme d'architecte de construire le Carré Saint-Laurent autour et au-dessus du Café Cléopâtre,.
Le complexe immobilier abrite le musée du MEM - Centre des mémoires montréalaises, l'aire de restauration Le Central et 8 étages de bureaux,.